# Ferdynand Karo

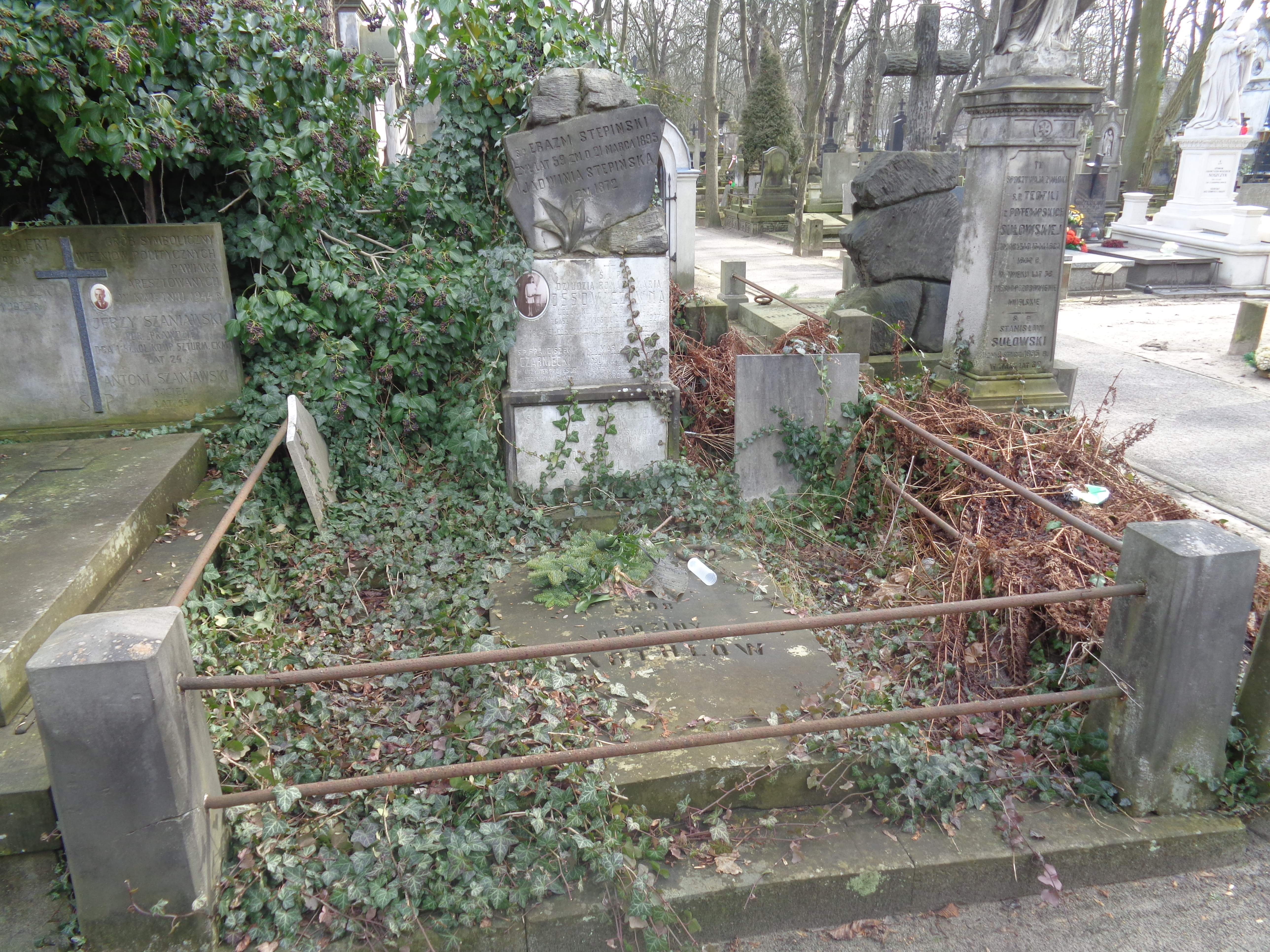
Grób Ferdynanda Karo na cmentarzu Powązkowskim

Ferdynand Karo (ur. 6 maja 1845 w Brześciu Litewskim, zm. 3 września 1927 w Konstancinie) – polski farmaceuta i botanik, uczestnik powstania styczniowego, badacz flory Syberii.

## Życiorys
Ferdynand Karo urodził się w Brześciu Litewskim jako syn włoskiego imigranta Kajetana Caro i Anastazji Wołcakiewicz. Już jako dwunastolatek zbierał rośliny do zielników pod kierunkiem nauczyciela Juliusa Milde, który zainteresował go botaniką. Początkowo pracował w warszawskiej aptece Henryka Spiessa, która stanowiła także punkt kontaktowy powstańców styczniowych. W okresie powstania służył jako kurier Rządu Narodowego (współpracował z Romualdem Trauguttem). W marcu 1864 został aresztowany, uwięziony w warszawskiej Cytadeli i skazany na zesłanie na Syberię, ale dzięki rodzinie wyrok został zamieniony na grzywnę.
W latach 1864–1866 uczył się zawodu jako pomocnik aptekarski w Częstochowie, a następnie podjął studia farmaceutyczne w Szkole Głównej Warszawskiej i ukończył je w 1872. Przez kilka następnych lat prowadził aptekę w Łosicach, a później Częstochowie, których był właścicielem. Następnie został kierownikiem apteki wojskowej w Lublinie (1880). W 1881 opublikował pracę Flora okolic Częstochowy.
Wiosną 1887 zgodził się na przeniesienie do Irkucka na Syberii, a już dwa miesiące później został przeniesiony do Nerczyńska. W 1893, po powrocie do kraju, przez trzy lata prowadził aptekę w Magnuszewie, a następnie powrócił na Syberię, by badać jej roślinność w okolicach Błagowieszczeńska. W 1900 przeniósł się na dwa lata do Ziei, w której kierował apteką. W latach 1910−1913 po raz ostatni przebywał na Syberii, a po powrocie z tej wyprawy pracował jako aptekarz w Latowicach i ekspert zielarstwa w warszawskiej aptece oraz pełnił funkcję kustosza Warszawskiego Towarzystwa Farmaceutycznego.
W czasie badań Syberii wysyłał do Europy tzw. ponad 80 tys. kart zielnikowych, opisanych w większości przez Josepha Freyna, a przechowywanych w Ogrodzie Botanicznym Uniwersytetu Warszawskiego oraz m.in. we Florencji, Kijowie, Lozannie, Monachium, Getyndze, Petersburgu, Irkucku, Czycie, Bazylei, Lejdzie, Berlinie, Wiedniu, Genui, Paryżu, Zurychu i Saint Louis. W 1901 roku 4000 kart przekazał na rzecz Warszawskiego Towarzystwa Farmaceutycznego.
Zmarł 3 września 1927 w Konstancinie i został pochowany na cmentarzu Powązkowskim w Warszawie (kwatera 31 wprost-2-29/30).
Jego prace prezentowano na wystawach w Moskwie (1892) i Chabarowsku (1899). Sześć roślin nosi nazwę pochodzącą od jego nazwiska, łącznie odkrył prawdopodobnie 19 gatunków roślin.